# Sínode extraordinari de bisbes sobre la família
La III Assemblea General Extraordinària del Sínode de Bisbes va ser convocada pel papa Francesc sota el lema «Els desafiaments pastorals de la família en el context de l'evangelització», i es va desenvolupar a la Ciutat del Vaticà entre el 5 i el 19 d'octubre de 2014. Conegut popularment com el Sínode extraordinari de bisbes sobre la família, és considerat un dels fets més significatius del pontificat del papa Francesc, i un moment decisiu en el seu papat. Probablement es tracta d'una de les reunions de bisbes que va suscitar major interès mediàtic previ i polèmiques més enceses des del Concili Vaticà II; diferents participants ho van comparar amb aquell històric Concili convocat 50 anys abans i l'arquebisbe de Manila, el cardenal Luis Antonio Tagle va assenyalar que diversos prelats «van sentir l'esperit del Vaticà II en aquest sínode».
A l'audiència general del 10 de desembre de 2014, el papa va fer un resum del passat sínode i va assenyalar quins van ser els tres únics documents oficials que d'ell van sorgir: el breu missatge final, la relació, i l'últim discurs del propi pontífex.
A més de la no utilització del llatí com a idioma oficial, substituït per primera vegada per l'italià, aquest sínode es va caracteritzar per constituir la preparació d'un altre més llarg i més extens, la XIV Assemblea General Ordinària del sínode de bisbes (2015), per a tractar un tema similar («Jesucrist revela el misteri i la vocació de la família»). En finalitzar aquest altre sínode el papa presentarà una exhortació apostòlica postsinodal conclusiva sobre el tema. Des dels continguts, els dos sínodes conformen una unitat en dues etapes, amb un període enmig de gairebé un any. El teòleg i arquebisbe de Chieti-Vast, Bruno Forte, secretari especial del sínode, va assenyalar que aquest període intermedi podria resultar determinant: «La gran novetat de la metodologia del sínode, que abans apareixia encotillat, és aquest període entre els dos sínodes, perquè va a involucrar a la base de l'Església, als altres bisbes i als fidels».
En el tancament del sínode, el papa Francesc va beatificar al seu predecessor Pau VI en una multitudinària cerimònia a la plaça de Sant Pere.